# Pierre-levée de Chiroux
La Pierre-levée de Chiroux est un dolmen situé sur le territoire de la commune de Plaisance, dans le département de la Vienne.

## Protection
L'édifice est classé au titre des monuments historiques par arrêté du 11 août 1986.

## Caractéristiques
Le dolmen a été édifié sur une hauteur à 190 m d'altitude. La table de couverture mesure 6 m de long sur 3,20 m de large. Elle repose sur cinq orthostates délimitant une chambre trapézoïdale de 5 m de long pour une largeur de 2,30 m côté chevet et 1,70 m côté entrée. L'édifice est considéré comme étant un dolmen de type angevin. Toutes les dalles sont en brèche.
Le tumulus atteint près de 40 m dans sa plus grande largeur.
Aucun matériel archéologique associé n'est connu.